# Vault: Def Leppard Greatest Hits (1980–1995)
Vault: Def Leppard Greatest Hits (1980-1995) – album kompilacyjny brytyjskiego zespołu Def Leppard wydany w roku 1995 przez Mercury Records.

## Lista utworów

### Wersja wydana w USA
1. Pour Some Sugar on Me
2. Photograph
3. Love Bites
4. Let's Get Rocked
5. Two Steps Behind
6. Animal
7. Foolin'
8. Rocket
9. When Love & Hate Collide
10. Armageddon It
11. Have You Ever Needed Someone So Bad
12. Rock of Ages
13. Hysteria
14. Miss You in a Heartbeat
15. Bringin' On the Heartbreak

### Wersja wydana w Europie
1. Pour Some Sugar on Me
2. Photograph
3. Love Bites
4. Let's Get Rocked
5. Two Steps Behind
6. Animal
7. Heaven Is
8. Rocket
9. When Love & Hate Collide
10. Action
11. Make Love Like a Man
12. Armageddon It
13. Have You Ever Needed Someone So Bad
14. Rock of Ages
15. Hysteria
16. Bringin' On the Heartbreak

### Wersja wydana w Japonii
1. Pour Some Sugar on Me
2. Photograph
3. Love Bites
4. Let's Get Rocked
5. Two Steps Behind
6. Animal
7. Action
8. Rocket
9. When Love & Hate Collide
10. Rock! Rock! (Till You Drop) (utwór dodatkowy)
11. Armageddon It
12. Foolin'
13. Have You Ever Needed Someone So Bad
14. Rock of Ages
15. Hysteria
16. Bringin' On the Heartbreak
17. Can't Keep Away from the Flame (utwór dodatkowy)

## Pozycje na listach
| Kraj              | Pozycja |
| ----------------- | ------- |
| Wielka Brytania   | 3       |
| Australia         | 9       |
| Norwegia          | 7       |
| Nowa Zelandia     | 2       |
| Stany Zjednoczone | 15      |
| Szwecja           | 10      |